# Lista över riksvapen
Detta är en lista med bilder på statsvapen för världens länder.

## A - C

Albanien
Algeriet
Andorra
Angola
Anguilla
Argentina
Armenien
Australien
Azerbajdzjan
Bahamas
Bahrain
Bangladesh
Barbados
Belarus
Belgien
Belize
Benin
Bermuda
Bhutan
Bolivia
Bosnien och Hercegovina
Botswana
Brasilien
Brunei
Bulgarien
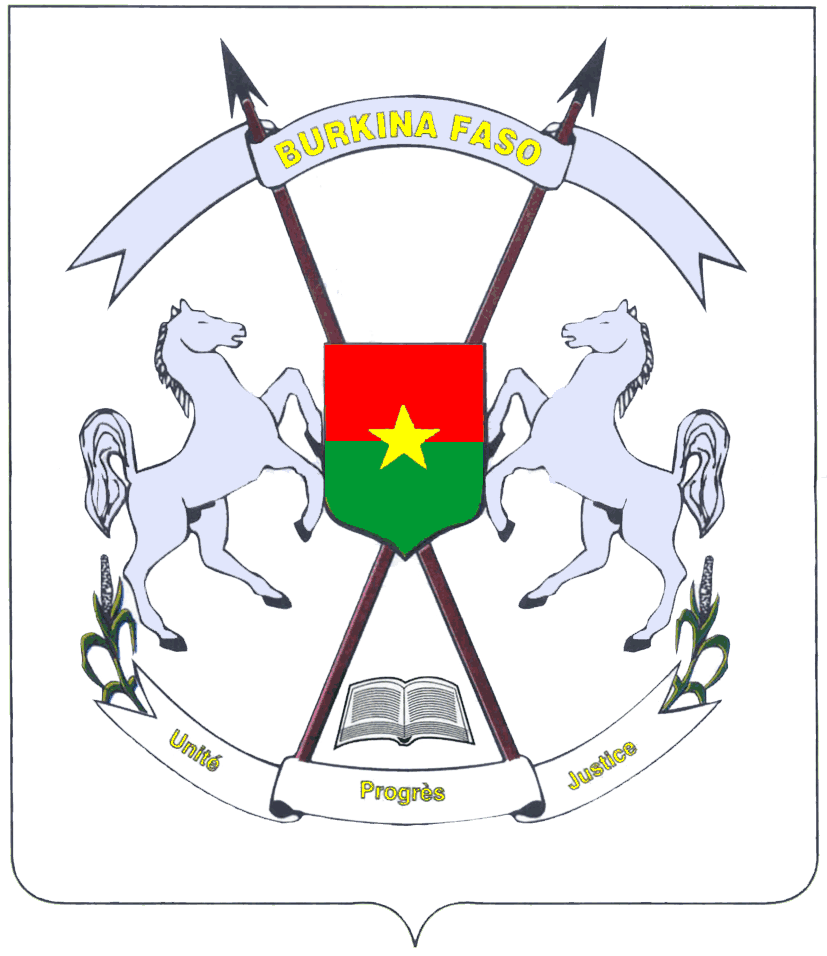
Burkina Faso
Burundi
Centralafrikanska republiken
Chile
Colombia
Costa Rica
Cypern

## D - H

Danmark
Djibouti
Dominikanska republiken
Ecuador
Egypten
Ekvatorialguinea
Elfenbenskusten
El Salvador
Estland
Fiji
Filippinerna
Finland
Frankrike
Förenade arabemiraten
Gabon
Gambia
Georgien
Ghana
Grekland
Grenada
Guatemala
Guinea
Guinea-Bissau
Guyana
Haiti
Honduras

## I - L

Indien
Indonesien
Irak
Iran
Irland
Island
Israel
Italien
Jamaica
Japan
Jemen
Jordanien
Kambodja
Kamerun
Kanada
Kap Verde
Kazakstan
Kenya
Kina
Kirgizistan
Kiribati
Komorerna
Kongo-Kinshasa
Kroatien
Kuba
Kuwait
Laos
Lesotho
Lettland
Libanon
Liberia
Libyen
Liechtenstein
Litauen
Luxemburg

## M - P

Madagaskar
Malawi
Maldiverna
Mali
Malta
Marocko
Marshallöarna
Mauretanien
Mauritius
Mexiko
Mikronesiska federationen
Moçambique
Moldavien
Monaco
Mongoliet
Montenegro
Myanmar
Namibia
Nederländerna
Nepal
Nicaragua
Niger
Nordkorea
Nordmakedonien
Norge
Nya Zeeland
Oman
Pakistan
Panama
Papua Nya Guinea
Paraguay
Peru
Polen
Portugal

## Q - S

Qatar
Rumänien
Rwanda
Ryssland
Saint Kitts och Nevis
Saint Lucia
Saint Vincent och Grenadinerna
Salomonöarna
Samoa
San Marino
São Tomé och Príncipe
Saudiarabien
Schweiz
Senegal
Serbien
Seychellerna
Sierra Leone
Singapore
Slovakien
Slovenien
Somalia
Spanien
Sri Lanka
Storbritannien
Sudan
Surinam
Sverige
Swaziland
Sydkorea
Sydsudan
Syrien

## T - Ö

Tadzjikistan
Taiwan
Tanzania
Tchad
Thailand
Tjeckien
Togo
Tonga
Trinidad och Tobago
Tunisien
Turkiet
Turkmenistan
Tuvalu
Tyskland
Uganda
Ungern
Uruguay
USA
Uzbekistan
Vanuatu
Vatikanstaten
Vietnam
Österrike
Östtimor